# Blighia sapida
Pour les articles homonymes, voir Aki.
Akée, Aki
Espèce
Classification APG III (2009)
L'akée, ou aki, est un arbre moyen de la famille des Sapindacées originaire d'Afrique occidentale et cultivé dans les régions tropicales pour son fruit, comestible mais non sans dangers. C'est une espèce proche du litchi.
Le nom générique, Blighia, est dédié à William Bligh, administrateur colonial et officier de marine britannique (connu pour avoir commandé le HMS Bounty) qui rapporta cette plante de la Jamaïque aux Jardins botaniques royaux de Kew, marquant le début de son étude scientifique.
La plante aurait été introduite depuis la Guinée aux Antilles, en particulier à la Jamaïque en 1778, probablement par un bateau faisant la traite négrière.
La partie comestible du fruit du pommier d’aki, dénommée arille, est riche en huile comestible ; son poids peut dépasser celui de la graine, mais le goût rappelle celui de l’arachide. Cet arille mûr est consommé cru ou cuit soit dans des soupes, soit frit dans l’huile ou le beurre. Il est devenu un ingrédient typique des diverses cuisines des Antilles, et il est également, plus ou moins, cultivé dans toutes les régions tropicales du globe.
Il porte divers noms vernaculaires : aki, akée, daki, kaha, itchi, surnommé aussi « ris de veau » ou « arbre à fricassée », en anglais : ackee, akee, akee apple, achee ou vegetable brain, en espagnol : akí, huevo vegetal, seso vegetal, en portugais castanheiro da África.

## Description
C'est un arbre moyen, pouvant atteindre 10 à 12 mètres de haut, avec un tronc court et un houppier dense.
Les feuilles alternes, persistantes, coriaces, sont composées paripennées comptant 6 à 10 folioles oblongues-ovales, mesurant chacune de 8 à 12 cm de long sur 5 à 8 cm de large.
Les fleurs, mâles ou bisexuées, sont petites, blanches et odorantes. Elles sont groupées en grappes axillaires de 15 à 20 cm de long.
Le fruit, en forme de poire rouge brillant à jaune orangé est une capsule déhiscente à trois loges s'ouvrant à maturité pour laisser apparaître une à trois grosses graines oblongues à sphériques, de couleur noir luisant, surmontées d'une arille molle, crémeuse ou spongieuse, à chair blanc jaunâtre. L'ensemble des arilles évoque du ris de veau ou la cervelle d'un petit animal.

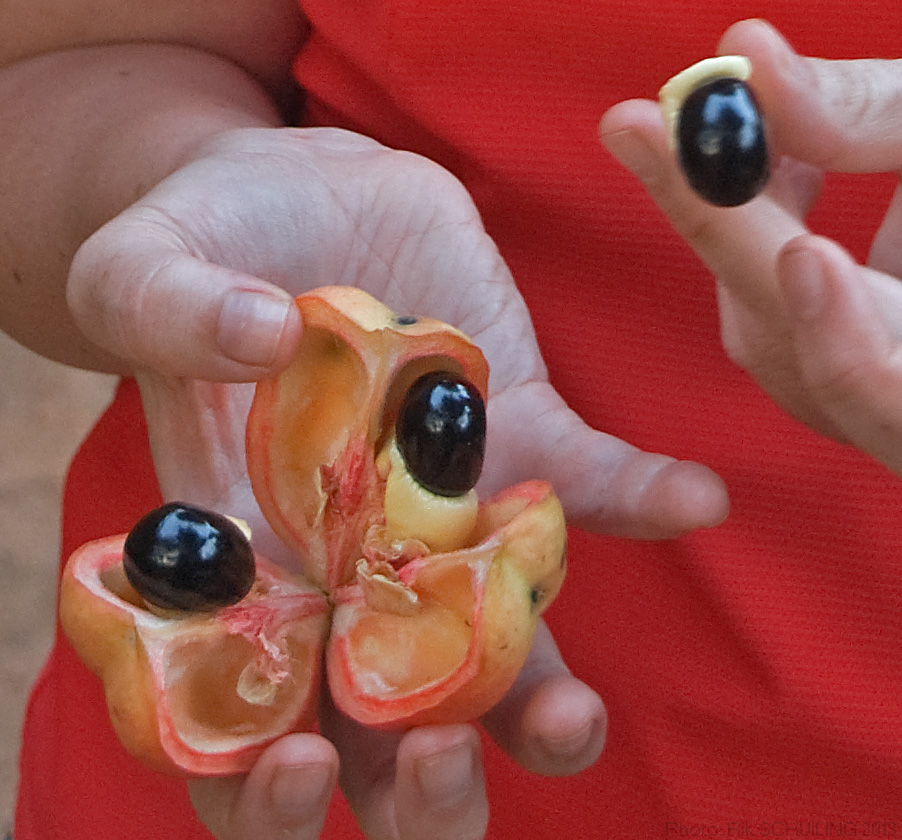
Fruit mûr avec les graines et les arilles.
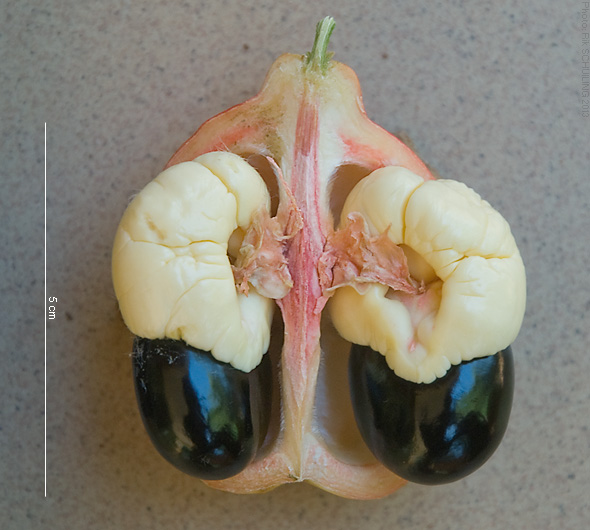
Morceau de fruit mûr avec 2 graines et leurs arilles encore attachées.
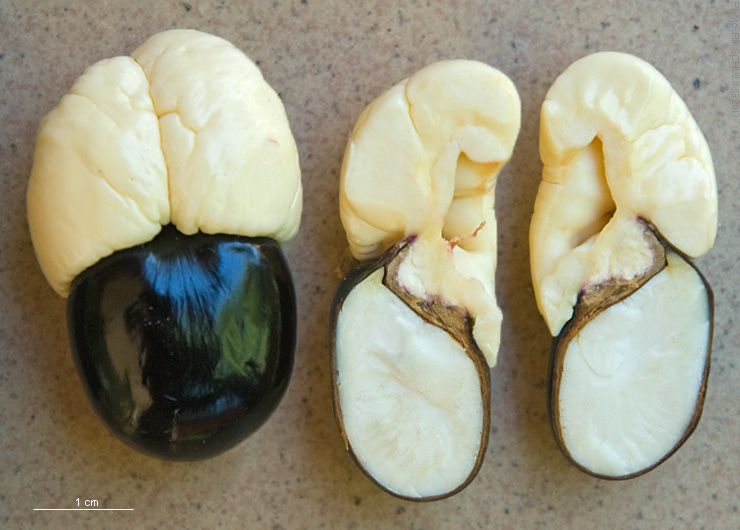
Graines mûres et leurs arilles (vue dorsale et coupe longitudinale)
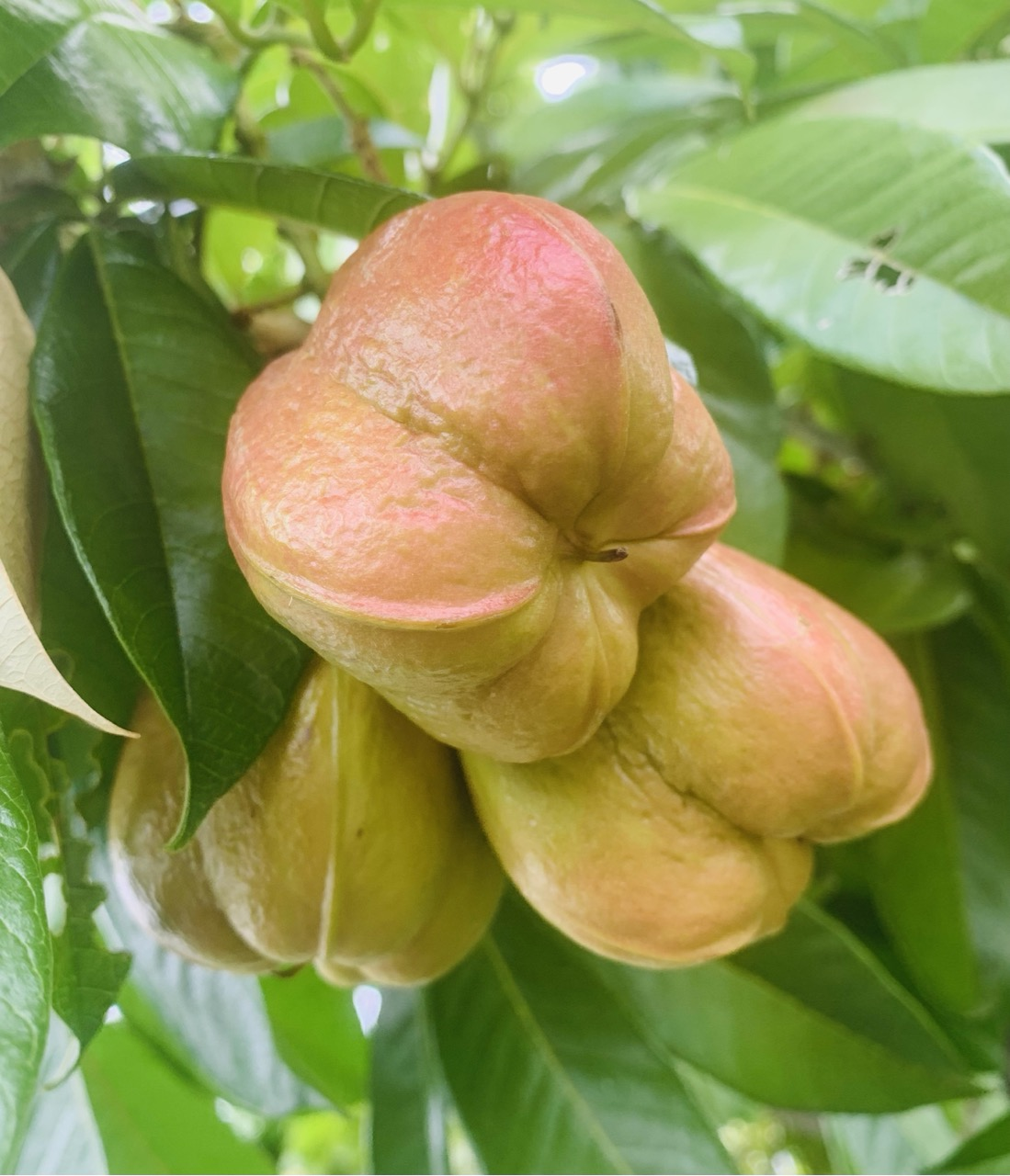
Aki sur l'arbre

## Distribution
Cette espèce est originaire d'Afrique centrale et occidentale : Cameroun, Bénin, Burkina Faso, Côte d'Ivoire, Gabon, Ghana, Guinée, Guinée-Bissau, Mali, Nigeria, Sao Tomé-et-Principe, Sénégal, Sierra Leone, Togo
Elle a été répandue par la culture dans toutes les régions tropicales. Elle prospère surtout dans les régions chaudes et humides, à basse altitude jusqu'à 700 m d'altitude.

## Propriétés

### Toxicité
Lorsqu’il n’est pas mûr, l’arille peut causer une intoxication qui serait due au raphé, partie du funicule unie à l’ovule anatrope, qui est fibreuse et amère, et qui reste souvent collée à la graine. Les graines contiennent deux toxines : les hypoglycine A et B. L'hypoglycine A se retrouve dans les graines et les arilles, tandis que l'hypoglycine B ne se trouve que dans les graines. L'hypoglycine est un acide aminé dérivé de l'alanine qui est transformé dans l'organisme en acide méthylènecyclopropylacétique (MCPA) qui est également toxique (notamment pour le foie). Le MCPA se lie à certaines enzymes, inhibant leur action. Il se lie notamment de manière irréversible à la coenzyme A, à la carnitine et aux carnitine acyltransférases I et II réduisant leur biodisponibilité et par conséquent inhibant la bêta-oxydation des acides gras.
Les accidents dus à la toxicité de ce fruit sont un problème récurrent notamment à la Jamaïque et à Haïti, mais aussi en Côte d'Ivoire, au Togo ou au Burkina Faso. Sur le plan clinique, cette condition est appelée maladie des vomissements de la Jamaïque. Outre la diminution de la glycémie, l'hypoglycine provoque un syndrome digestif fait de vomissements incoercibles, sans diarrhée, pouvant entraîner des convulsions et la mort, en particulier chez les jeunes enfants. C'est également un antagoniste de la riboflavine ou vitamine B2.

### Propriétés nutritionnelles
Composition nutritionnelle des arilles, pour 100 g :
- Eau : 58 g
- Fibres : 3,45 g
- Glucides : 9,6 g
- Lipides : 18,8 g
- Protéines : 8,8 g
- Phosphore : 98 mg
- Fer : 0,5 mg
- Calcium : 83 mg
- Niacine : 3,7 mg
- Vitamine C : 65 mg

## Utilisation

### Alimentation

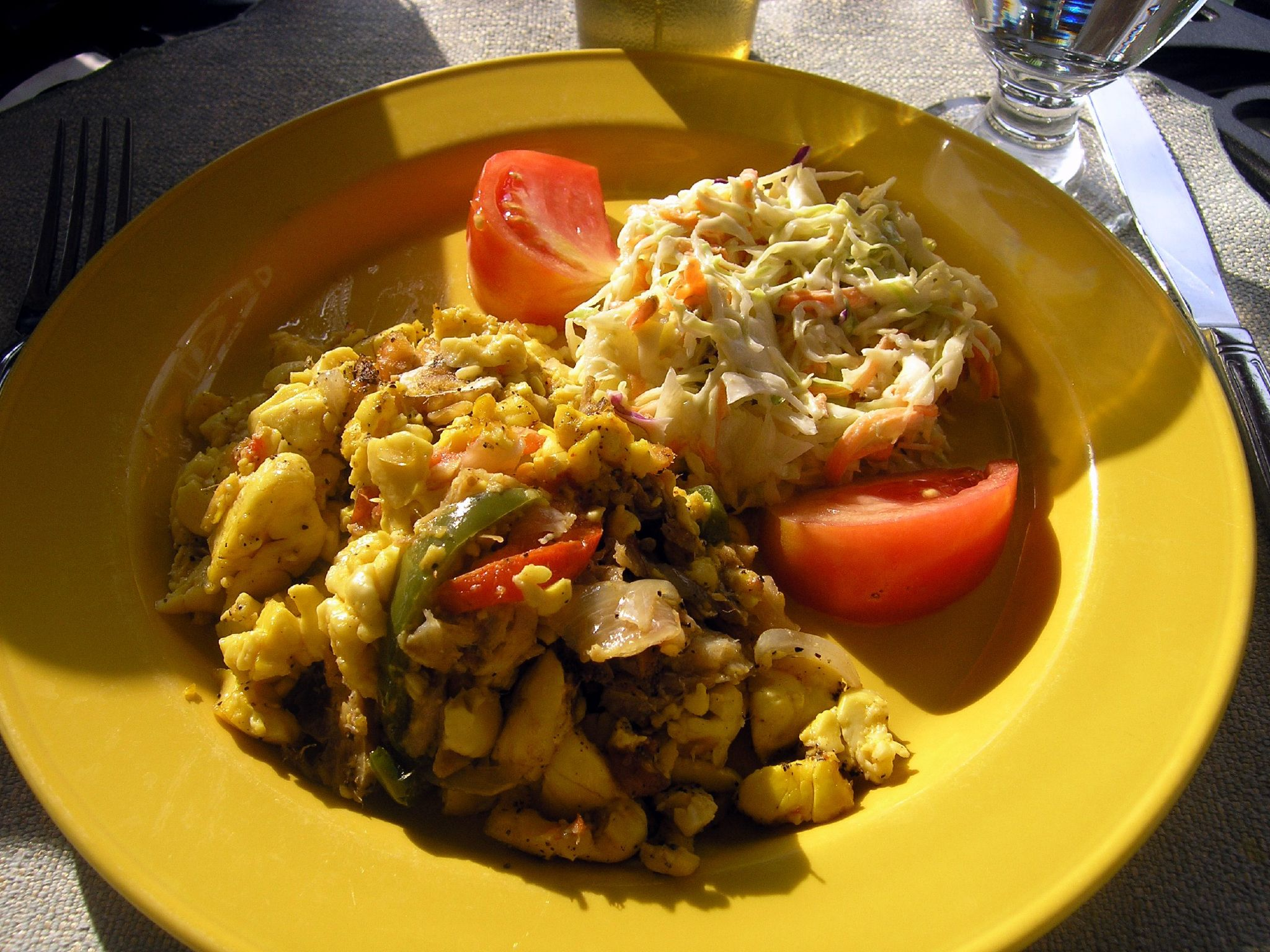
Aki à la morue, un plat traditionnel jamaïcain

Le fruit de l'aki n'est pas comestible en totalité : seules les arilles charnues surmontant les graines sont comestibles, tandis que le reste du fruit ainsi que les graines sont toxiques. Le fruit ne doit être récolté qu'à complète maturité, lorsqu'il s'ouvre naturellement, et il doit être frais et pas blet. Les fruits verts ou trop mûrs sont également toxiques. Le fruit, même mûr, est la cause d'une maladie fréquente en Jamaïque, la maladie des vomissements de la Jamaïque, caractérisée par des vomissements et de l'hypoglycémie.
L'aki à la morue salée est le plat national de la Jamaïque. La morue salée est sautée avec les akis, du saindoux, des oignons, des piments, des tomates, des fines herbes, et peut être garni de lard frit et de tomates fraîches.
L'huile extraite de l'arille de l'aki contient de nombreux nutriments importants, notamment des acides gras. L'huile d'aki contribue de façon importante à l'alimentation de nombreux Jamaïcains.

### Bois
Le bois durable et insensible aux termites est utilisé localement comme matériau de construction.

### Commerce
La graine servait d'étalon pour peser la poudre d'or. Elle donna son nom à une monnaie, l'akée de la Côte-de-l'Or (1796-1818).

### Plante ornementale
L'aki est utilisé aussi pour son aspect ornemental et planté sur les places publiques et le long des rues, notamment en Afrique occidentale.

### Symbole
L'aki est le fruit national de la Jamaïque.